# 托科佩羅
11°30′10″N 69°15′35″W / 11.50278°N 69.25972°W

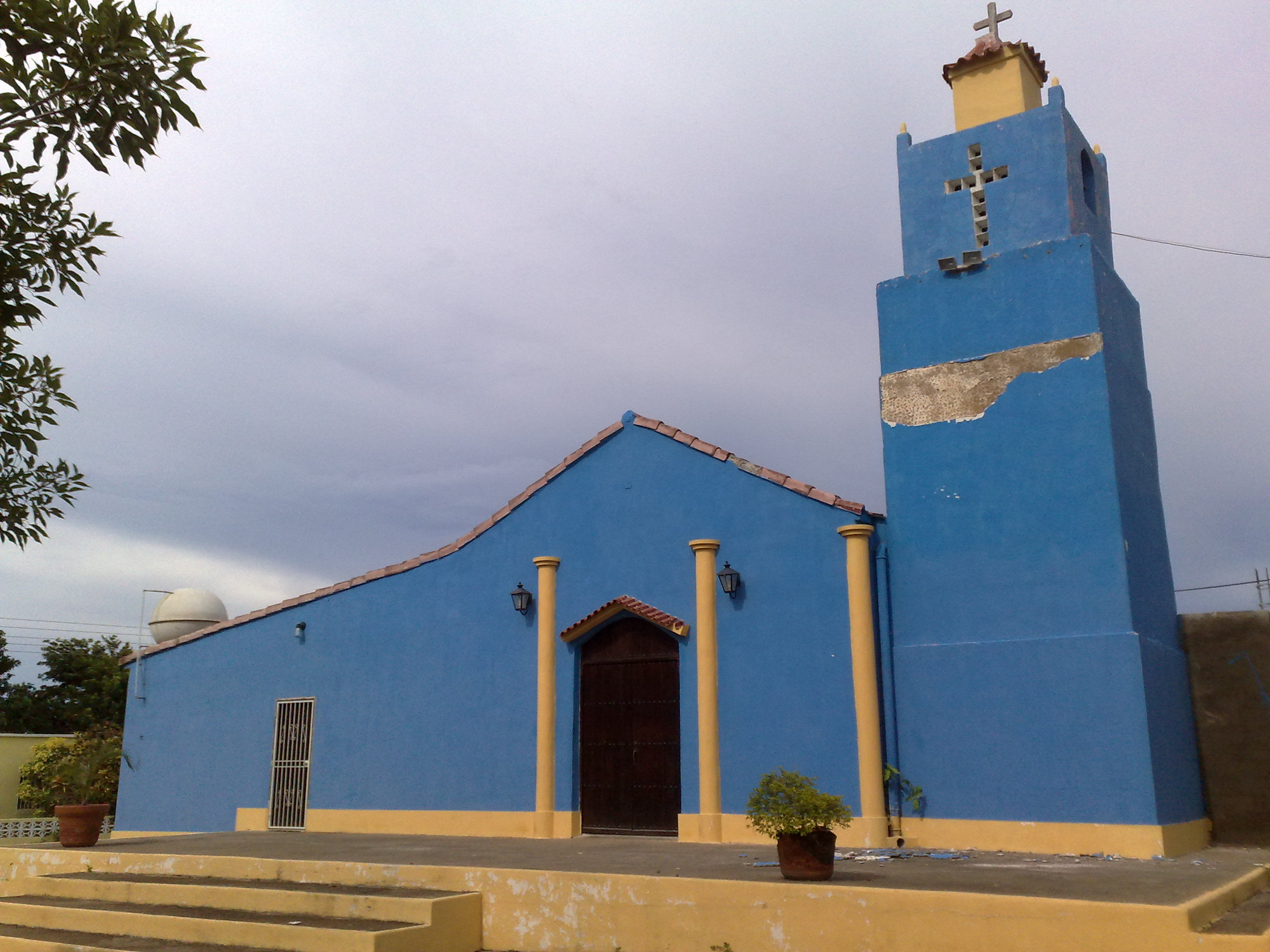

托科佩羅（西班牙語：Tocópero）是委內瑞拉的城鎮，位於該國西北部法爾孔州，是托科佩羅市的首府，處於聖安娜德科羅以東51公里，北面是加勒比海，2000年人口2,872。